# سانتو دومینگو (کوبا)
سانتو دومینگو (به اسپانیایی: Santo Domingo) یک منطقهٔ مسکونی در کوبا است که در استان ویا کلارا واقع شده‌است. سانتو دومینگو ۸۸۳ کیلومتر مربع مساحت و ۵۳٬۸۴۰ نفر جمعیت دارد و ۵۰ متر بالاتر از سطح دریا واقع شده‌است.